# Кротков, Василий Тихонович
Васи́лий Ти́хонович Кротко́в (1887—1971) — советский учёный-экономист и педагог. Доктор экономических наук, профессор.

## Биография
В 1936—1941 годах – доцент кафедры «Деньги и кредит капиталистических стран» Московского кредитно-экономического института. В 1942–1944 годах – профессор, заведующий кафедрой финансов, кредита и денег Всесоюзного заочного финансового института (ВЗФИ), консультант Народного комиссариата финансов СССР.
Специалист в области денежного обращения и кредита зарубежных государств. Автор учебных пособий «Платёжный баланс и валютный курс» и «Бумажные деньги» (оба 1940 года).
Умер в 1971 году. Похоронен на Востряковском кладбище.